# Tisztátalan állatok

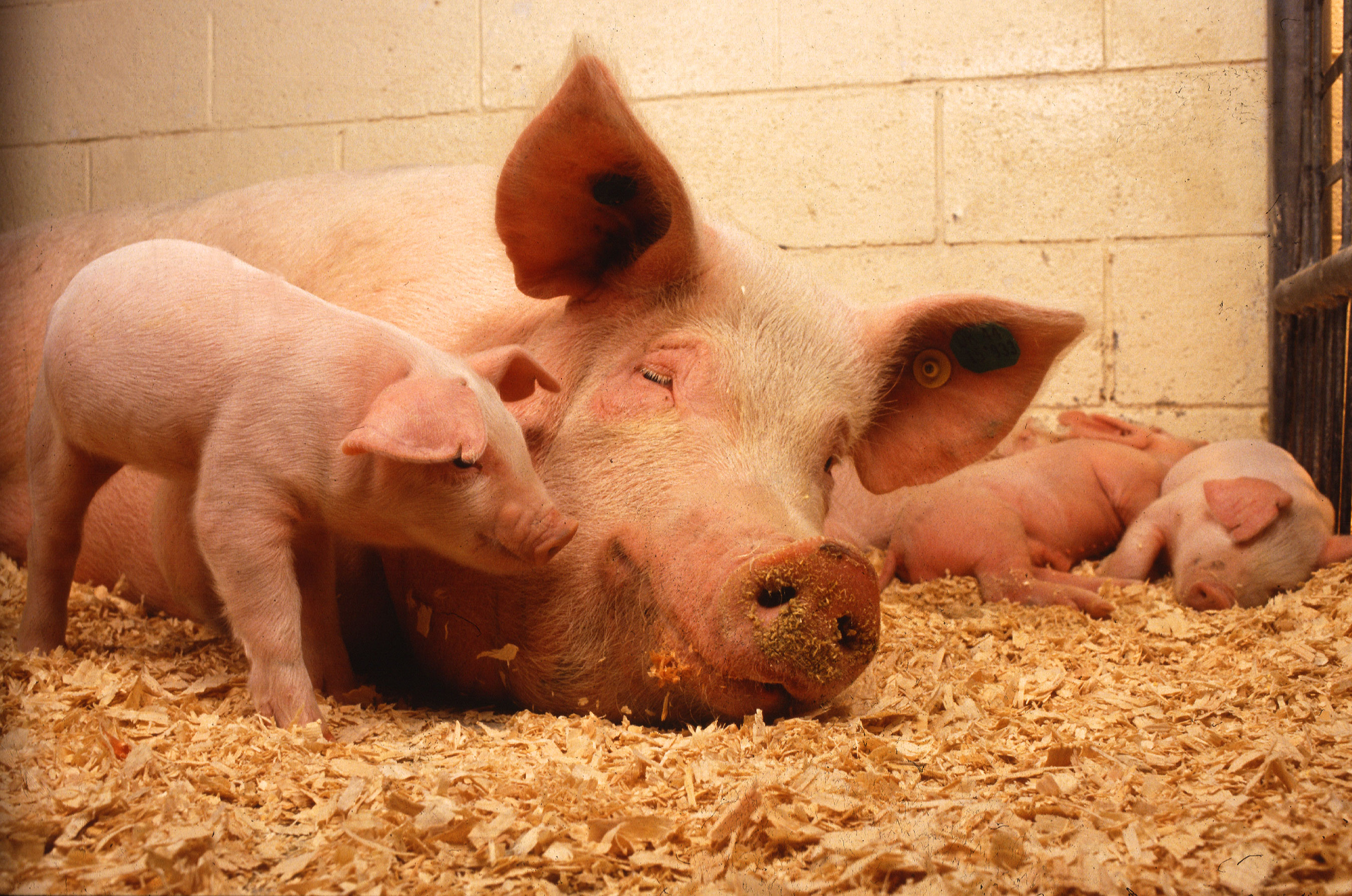
A disznó a zsidó és iszlám vallások által egyaránt tisztátalannak számít

Tisztátalan állatok egyes vallások szerint azok, amelyeket az adott vallás szent iratai vagy hagyományai meg nem ehetőnek vagy utálatosnak tartanak.

## A Bibliában
A Bibliában leghamarabb a tisztátalan állatokról szóló leírást az özönvízzel kapcsolatos leírásban találjuk meg. Itt Noé bárkájába a tisztából hét–hét állat, a tisztátalanból pedig csak két–két állat ment be. De ez az igehely nem mondja el nekünk, hogy melyek a tisztátalan állatok. Bővebb leírást tartalmaz Mózes harmadik könyve 11. fejezete. Itt négy kategóriába sorolja az állatokat:
1. Négylábúak: Ezek közül azok voltak tiszták, amelyeknek körmük teljesen hasadt (Tudományos megnevezésük párosujjú patások vagy artiodactyla) és kérődzőek. Éppen ezért a fejezet nem tartja megehetőnek a disznót, mert hasadt a körme, de nem kérődzik, és a nyulat.
2. Madarak: Ezeknél nincs egy meghatározott jel, amelyet követni lehetne, hanem felsorolja mindazokat a fajokat, melyek tisztátalanok.
3. Halak: Itt a jel az úszószárny és a pikkely. Mindazok a halak, melyeknek mindkettő megvan, tiszták, azonban amelyeknél nincsenek meg ezek a testrészek, azok ehetetlenek.
4. Egyéb: A negyedik kategória a csúszó-mászó állatok. Ezek általában mind tisztátalanként vannak felsorolva. Az egyetlen tiszta faj a sáska, de ezek közül is csak néhány sáskafaj.[1]

A keresztények nagyrészt nem követik a zsidók étkezési előírásait, mert úgy tartják, Jézus eltörölte őket, kivételek azonban vannak. A Hetednapot Ünneplő Adventisták a tisztátalan állatok fogyasztását ellenzik, mivel egészségtelennek nyilvánítják és csak a tiszta állatok fogyasztását hagyják jóvá. Szerintük Jézus nem törölte el a III Mózes 11 fejezetben leírt egészségügyi törvényeket.

## A Koránban
A Korán a 2:173-ban kijelenti, hogy négy dolgot nem szabad megenni az Allahban hívőknek: a dögöt, a vért, a disznót és a nem Allahnak áldozott állatokat.
„Hanem megtiltotta (Ő) nektek a tetemet, vért, disznóhúst, s mindazt, mi nem Allahnak áldoztatott. S kit kényszer vezet, s nem vágy, s nem is szegedelem, hát (az) nem vétek számára. Íme! Allah Megbocsátó, Könyörületes.”